# Castell Combe
Castle Combe, Castell Combe, és una població i una parròquia civil d'Anglaterra. Està situada a la zona de Cotswolds a Wiltshire, a 5 milles (8 km) al nord-oest de la població de Chippenham.
L'any 2011 tenia 344 habitants.

## Història
Castle Combe va tenir el privilegi de mercat setmanal des del segle xiv.
Durant el segle xv aquesta vila prosperà gràcies al fet que el cavaller de Norfolk Sir John Fastolf (1380–1459), en va promoure la indústria de la llana per a subministrar les tropes d'Enric V d'Anglaterra durant la guerra contra França.
A l'Església de St. Andrew hi ha un dels pocs rellotges d'estil medieval anglès que encara funcionen.
Castle Combe ha estat l'escenari on s'han rodat diverses pel·lícules, per exemple, el film musical de 1967 Doctor Dolittle, Find me a Spy, Catch me a Traitor, dirigida per Ray Austin o alguns episodis de la sèrie de televisió de l'inspector Poirot d'Agatha Christie.